# Condado de Gryfice
Nota linguística: Não confundir hrabstwo (condado) com powiat (divisão administrativa)..
Gryfice (polaco: powiat gryficki ) é um powiat (condado) da Polónia, na voivodia da Pomerânia Ocidental. A sede é a cidade de Gryfice. Estende-se por uma área de 1018,19 km², com 62 167 habitantes, segundo os censos de 2007, com uma densidade 61,3 hab/km².

## Divisões admistrativas
O condado possui:
Comunas urbanas: Brojce, Gołańcz Pomorska, Przybiernówko, Sadlno.
Comunas urbana-rurais: Gryfice, Płoty, Trzebiatów
Comunas rurais: Brojce, Karnice, Rewal
Cidades: Gryfice, Płoty, Trzebiatów.

## Demografia
População (dados de 30 de Junho de 2007):
|          | Total   | Total | Mulheres | Mulheres | Homens   | Homens |
| -------- | ------- | ----- | -------- | -------- | -------- | ------ |
|          | pessoas | %     | pessoas  | %        | pessoas  | %      |
| Total    | 60 768  | 100   | 30 819   | 50,7     | 29 29949 | 49,3   |
| Cidades  | 31 032  | 100   | 15 999   | 51,6     | 15 1033  | 48,4   |
| Povoados | 29 736  | 100   | 14 820   | 49,8     | 14 916   | 50,2   |